# 吴式铎
吴式铎（1921年7月—2012年），男，奉天（今辽宁）义县人，中国机械工程师、政治人物，曾任吉林省政协副主席，第六、七、八届全国政协委员。